# ClassTV
ClassTV è stato un canale televisivo italiano generalista visibile gratuitamente sulla televisione digitale terrestre, via web e a pagamento con la piattaforma via cavo IPTV di Telecom Italia.

## Storia
Il canale era di proprietà di Class Editori ed è stato visibile in chiaro sul DTT nel mux Mediaset 2 e solo nell'ultimo mese in quello di Rete A 1.
L'emittente è nata nel 2003 con il nome di Class News come rete all-news e di approfondimento dedicato al target 35-60 anni. Class News ha vinto la graduatoria del 2008 dell'AGCOM del 40% della capacità trasmissiva. 
Il 6 settembre 2010 il logo del canale si trasforma e reca la denominazione di Class News Msnbc, denominazione aggiornata anche nella EPG di Tivù, nella quale il 2 maggio 2011 l'emittente cambia nuovamente il nome in Class Tv Msnbc. Il cambio del nome è dovuto al fatto che l'emittente si trasforma da canale incentrato tutto sull'informazione a canale semigeneralista, in quanto oltre alle storiche rubriche di news e approfondimento, vengono trasmessi anche telefilm non italiani e alcune produzioni acquistate da Rai Fiction.
Il 3 febbraio 2014 Class TV termina le trasmissioni su Eutelsat Hot Bird in DVB-S, rimanendo disponibile solo in DVB-S2 ed in DVB-T in Italia.
A fine marzo  il canale si rilancia con un nuovo palinsesto e l’obiettivo di superare stabilmente l’1% di share nel prime time. A presentare tutte le novità del canale che trasmette al numero 27 del digitale terrestre, e che saranno in onda da domenica prossima, sono stati ieri Paolo Panerai, v.p. e a.d. di Class Editori, Angelo Sajeva, consigliere per le strategie e lo sviluppo del gruppo e presidente di Class Pubblicità, e Andrea Cabrini, direttore dei canali televisivi della casa editrice. 
ClassTv cessa definitivamente le proprie trasmissioni sul digitale terrestre all'1.00 del 27 gennaio 2015 per fare spazio ad una versione dedicata di Sky TG24.

## Palinsesto
ClassTV trattava, all'interno dei notiziari, i principali eventi di cronaca e politica, nazionale e internazionale. Inoltre, trasmetteva le rubriche di lifestyle (Class Life, Design, Living, Catwalks) e sui motori: Porsche live e Class Ride & Drive. Le notizie e gli indici della Borsa di Milano erano in sovraimpressione, continuamente aggiornati. Non manca anche il meteo curato dalla redazione di ClassMeteo.
Il canale trasmetteva anche programmi sportivi, film, fiction italiane e americane.
In prima serata il palinsesto comprendeva:
- Il lunedì lo sport, il campionato con Quelli del lunedì.
- Il martedì e il mercoledì la fiction italiana: La meglio gioventù, I viceré, Maria José - L'ultima Regina, I ragazzi di via Panisperna, Giovanni Falcone.
- Il giovedì Models of New York e Class Life 7.
- Il venerdì la rubrica Cinema Italiano Sono Loro!.

Nel daytime e in seconda serata il canale trasmetteva le prime 5 stagioni della serie televisiva statunitense Law & Order - I due volti della giustizia.
Altre trasmissioni seguite erano "Il Tg della convenienza" (spazio dedicato ai consumatori) e "My Tech" (rubrica sulla tecnologia informatica).
Il suo target si aggirava tra i 35 ai 60 anni.
Durante la settimana, da lunedì a venerdì intorno alle 17:10, va in onda The ClassMeteo Show (dalla stagione 2012-2013 Prometeo), lo show dedicato alla meteorologia e curiosità sul tema della durata da 30 a 40 minuti. Main host del programma è Serena Giacomin, in alternanza con Matteo Zanetti, che è anche meteorologo della redazione dello show, insieme a Davide Dalla Libera, Michele Salmi e Nickos Chiodetto.

## Conduttori
Uno dei conduttori più famosi del canale è stato Alessandro Cecchi Paone che ha presentato Avatar, il mondo nuovo, una trasmissione su salute, tecnologia e scienza e Una vita per la Scienza, con interviste ai grandi scienziati italiani a partire da Umberto Veronesi.
Gli altri volti di Class Tv erano Manuela Donghi e Carlo Frioli che si alternavano alla conduzione del Class Tg che andava in onda delle ore 16 dal lunedì al venerdì. Alle 16.30 c'èra il Tg Sport con Silvia Sgaravatti. A Marco Gaiazzi, invece era stata affidata la conduzione de Lo Schiaffo, programma di approfondimento politico-culturale. Non manca anche Matteo Zanetti, redattore numero 1 della redazione da lui creata con meteorologi vari e diversi, ora separati dopo il 28 gennaio 2015, almeno in TV.

## Ascolti

### Share 24h* di ClassTV[8]
| Anno | Gennaio | Febbraio | Marzo | Aprile | Maggio | Giugno | Luglio | Agosto | Settembre | Ottobre | Novembre | Dicembre | Media anno |
| ---- | ------- | -------- | ----- | ------ | ------ | ------ | ------ | ------ | --------- | ------- | -------- | -------- | ---------- |
| 2013 | N.R.    | N.R.     | N.R.  | 0,14%  | 0,14%  | 0,15%  | 0,17%  | 0,19%  | 0,15%     | 0,13%   | 0,13%    | 0,13%    | 0,14%      |
| 2014 | 0,14%   | 0,13%    | 0,14% | 0,15%  | 0,15%  | 0,19%  | 0,21%  | 0,22%  | 0,18%     | 0,15%   | 0,13%    | 0,12%    |            |
| 2015 | 0,04%   | CHIUSO   |       |        |        |        |        |        |           |         |          |          |            |

*Giorno medio mensile su target individui 4+